# Fächerpalme

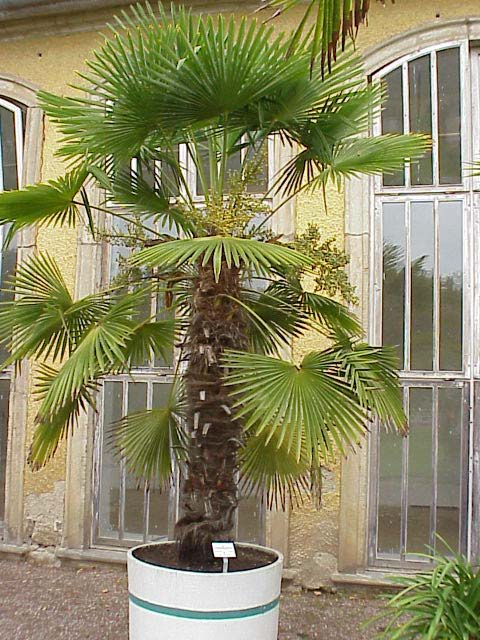
Trachycarpus fortunei

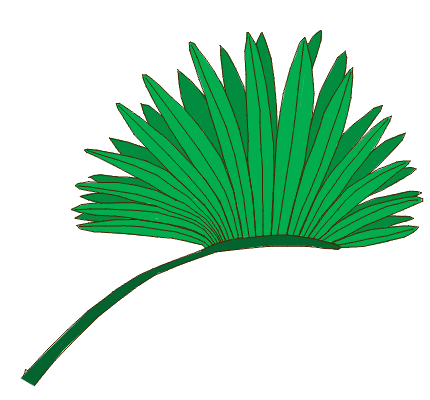
Costapalmates Blatt

Als Fächerpalme werden Palmenarten bezeichnet, die handförmig zerschnittene (palmate) Blätter besitzen. Der Umriss des Blattes ist dabei fächerförmig, die Blattrippen gehen strahlenförmig vom Ansatz des Blattstieles zum Blattrand. Oft ist hier am Spreitengrund auch eine Hastula ausgebildet. Der Gegensatz dazu sind Fiederpalmen, die gefiederte (pinnate) Blätter besitzen, wie Dattelpalmen oder Ölpalmen.
Palmate Blätter im strengen Sinne sind eher selten, ein Beispiel ist die Gattung Thrinax. Wesentlich häufiger sind costapalmate, also handförmig geteilte Blätter, bei denen eine deutlich ausgeprägte Mittelrippe (Costa) eine Strecke weit in die Blattspreite hineinreicht.
Die meisten Palmen besitzen mehr oder weniger stark zerteilte Blätter. Ungeteilte Blätter besitzen einige Arten der Gattung Licuala und alle Vertreter von Johannesteijsmannia.
Palmen mit palmaten Blättern sind gegenüber solchen mit gefiederten (pinnaten) Blättern deutlich in der Minderzahl. Palmate Blätter besitzen folgende Gruppen:
- Folgende Triben der Coryphoideae: Sabaleae, Cryosophileae, Trachycarpeae, Chuniophoeniceae, Corypheae, Borasseae
- Mauritiinae innerhalb der Calamoideae

## Weblink
- Palm Leaf Structure bei Gardening Solutions – University of Florida.